# Proutista albipes
Proutista albipes är en insektsart som först beskrevs av Walker 1870.  Proutista albipes ingår i släktet Proutista och familjen Derbidae. Inga underarter finns listade i Catalogue of Life.